# Rosy Arango
Rosy Arango, nombre artístico de Rosa Elvia Noli Arango (Hermosillo, Sonora, 30 de agosto de 1979) es una cantante mexicana de género mariachi y regional mexicano.

## Biografía
Arango es egresada de la Casa de la Música Mexicana donde estudió con los maestros Daniel García Blanco y Alberto Ángel «El Cuervo». Inició su carrera en 1997 con el lanzamiento de su primer disco titulado «Pensamientos rojos». Se ha presentado en recintos como el Teatro Blanquita, el Teatro Metropólitan, el Zócalo de la Ciudad de México y el Lunario del Auditorio Nacional, sitio en donde presentó los espectáculos «Dos Raíces» y «México Inmortal» acompañada del Mariachi Vargas de Tecalitlán. Ha compartido escenario con artistas como Lila Downs, Horacio Franco, Jara Mar, Tania Libertad, Eugenia León, Astrid Hadad, Carlos Cuevas, Pablo Montero, Pedro Fernández, Aída Cuevas, Armando Manzanero, entre otros. Se ha presentado en estados de la República Mexicana, Estados Unidos y Sudamérica. Fue reconocida como «La reina del mariachi» por la Unión Nacional de Mariachis y “La Voz del Bicentenario” por el entonces presidente Felipe Calderón. A partir de 2021 con el respaldo de la Secretaria de Relaciones Exteriores de su país, Arango participa como artista invitada en las celebraciones de la consumación de la Independencia de México en consulados y embajadas de México en el mundo.

## Discografía
- Pensamientos Rojos (1997)
- Balada Juvenil Mexicana (2001)
- La Hija de Villa (2010)
- Rosa Mexicana (2011)
- Orgullosa de ser Mexicana (2012)
- Mi Nombre es México (2018)
- México Inmortal (2020)
- Tierra Mexicana (2021)